# Боемунд Тарентски
Боемунд I Тарентски/Антиохијски (фр. Bohémond de Tarente; Сан Марко Арђентано, око 1058 — Каноза ди Пуља?, 3. март 1111) био је нормански војсковођа и један од најзначајнијих актера Првог крсташког рата. Заслужан је за крсташку победу у бици код Дорилеја, а одиграо је кључну улогу у заузимању Антиохије и тако постао први владар Кнежевине Антиохије.

## Детињство и младост
Боемунд је рођен у Сан Марку Арђентано, Калабрија, као старији син норманског освајача Роберта Гвискара и његове жене Албераде од Буоналберга. Био је искусан ратник будући да је са својим оцем учествовао у преотимању Италије од Византије 1071. године, а десетак година касније и у походу на Цариград. Једну од најистакнутијих улога у том походу имао је управо Боемунд. Управо пораз у том походу биће разлог Боемундове мржње према Византинцима коју је испољавао за време Првог крсташког рата и касније, када се отворено успротивио византијском цару Алексију.

## Карактер
Као човек, Боемунд је био веома груб, осоран, тврдоглав и надасве окрутан. Уз то је био обдарен практичном интелигенцијом која је увек тражила да буде доминантна. И поред свега тога он се необично свидео Ани Комнини, онако висок и згодан, са коврџавом косом кратко ошишаном и глатко обријаном брадом. Међу својим људима уживао је добар глас, веровали су му до краја. Био је веома лукав и никада није губио главу, а осим тога, био је искусан ратни. Код већине ратника уживао је глас неоспорног вође, што је и потврдио у Првом крсташком рату, нарочито пред Антиохијом.

## Прикључење Првом крсташком рату
Након смрти Роберта Гвискара (1085. године) Боемунд се са остатком војске вратио у Италију. Од тада па све до позива папе Урбана у крсташки рат он се на својим поседима носио са побуњеницима и маштао о неком већем походу. Управо његова одлука да се прикључи крсташима вековима је касније препричавана као легенда. Све се то десило сасвим случајно. Једног септембарског дана Боемунд је посматрао како пролази велика норманска армија из северне Француске вођена Робертом Нормандијским. У оквиру те армије налазили су се и Стефан од Блоа (зет енглеског краља Вилијама II) и Иго од Вермандоа (брат француског краља Филипа). Наводно су изглед крсташа и њихов верски жар толико утицали на Боемунда да он није ни тренутка оклевао да им се придружи. У крсташки рат је са Боемундом кренуо и његов нећак Танкредо. Прича изгледа сувише лепа и наивна да би била истинита.
У време почетка крсташких похода Боемунд је имао око четрдесет година. Осим тога, имао је иза себе довољно ратова и авантура да би га чак и жеља за авантурама могла натерати да се упути на један сасвим неизвестан пут у Малу Азију. Међутим, то је био ипак средњи век када су на многе ствари гледали другачије.
Боемунд је пре свега био потомак Викинга који су само стотинак година раније непрестано пљачкали и убијали по Француској. Временом су се многи од њих стопили са Французима, али ратничка жар је остала. Такав је и он био. Крв му је била сувише ратничка, а воља толико успламтела да би могла да га задржи код куће. Стога не чуди што је само пар дана касније и сам у катедрали у Амалфију на севе ставио црвени крст.
Нису једино религиозни мотиви били ти који су Боемунда терали да крене у авантуру. Он никако није могао да заборави, а још мање преболи неуспели поход на Византију. Да је којим случајем у томе успео, сада би имао удобну краљевину на Истоку. Овако се мораозадовољити много сиромашнијим и далеко немирнијим поседима. Не прихватајући такво стање коначним, Боемунд је годинама чекао моменат да за себе уграби нешто више, а овај крсташки поход био је идеална прилика за то.

## Битка код Дорилеје
Након освајања Никеје, крсташи су војску поделили у два дела. Први део је састављен од Нормана из Италије и северне Француске и водили су их Боемунд, Стефан од Блоа и Роберт Нормандијски. Други део чинили су витезови северне Француске и Лорене, а водили су их Готфрид Бујонски, Иго од Вермандоа и Роберт од Фландрије.
Претходница предвођена Боемундом изашла је из Никеје 1. јула 1097. године. Султан Килиџ Арслан немајући довољно одлучности да крене директно на Никеју, обрадовао се када је видео да армија излази из сигурне заштите. Мислећи да се пред њим налази целокупна војска, одлучио је да затвори клопку. Петог дана од напуштања Никеје, Турци су кренули у напад.
Боемунд је у бици код Дорилеје одиграо значајну улогу. Једини од крсташких вођа није изгубио главу када су их Турци опколили. Снашао се веома брзо стављајући неборце у само средиште логора где су били релативно сигурни и где су бринули о рањеницима. Истовремено, послао је гласнике да јаве главној армији о турском нападу. Убрзо је други део армије, предвођен Ремоном од Сен Жила, дошао у помоћ претходници. Турци су доживели потпуни пораз.

## Опсада Антиохије
Пред зидинама Никеје Боемунд је одиграо кључну улогу. Крајем 1097. године крсташи су опколили Антиохију. Међутим, крсташи који су је опседали били су у неповољнијем положају од опсађених због предстојеће зиме и недостатка хране. Схватајући опсаду Антиохије много озбиљније него друге крсташке вође, Боемунд је успео преко својих шпијуна да у Антиохији оствари неке контакте који би му омогућили да управо он буде тај који ће заузети град. Међутим, знао је да ће, у случају лаке победе, крсташи град вратити Византији, па је заступао идеју да је паметније да се град освоји споријом опсадом. Ремон од Сен Жила је заступао директан напад.
Након вишемесечне опсаде крсташи су успели да 2. јуна 1098. године (управо оне ноћи у којој је Стефан од Блоа дезертирао) провале у град. Потпуну заслугу за то имао је Боемунд. Преко својих шпијуна успео је да дође до команданта Две куле, исламизираног хришћанина Фируза, који је за новчану надокнаду пристао да им помогне да уђу у кулу. Шездесет Боемундових витезова прислонило је мердевине и ушло у кулу. Они су уклонили стражаре и отворили крсташима капије града. Боемундови крсташи први су упали, а за њима и они које су водили Ремон и Готфри. Уследило је тзв. свето клање у коме је целокупно муслиманско становништво Антиохије страдало. Погинуо је и управник града Јаџи Сијан. Крсташи су преузели град.

## Оснивање кнежевине Антиохије
Одмах по освајању града, турски султан Кербуга опколио је град, тако да су се крсташи сада нашли у опсади. Од 27. јуна Боемунд преузима вођство у Антиохији због болести Ремона од Сен Жила. Следећег дана одиграла се битка пред Антиохијом у којој су крсташи потпуно разбили Кербугову војску. У складу са договором крсташа, град није враћен Византији јер се цар Алексије није одазвао крсташком позиву у помоћ. Боемунд је остао у Антиохији, а остатак крсташке армије, предвођене Ремоном напустио је Антиохију.

## Заробљавање
Након хришћанског освајања Јерусалима 1099. године, кнежевина Антиохија и грофовија Едеса формално су биле у вазалном положају у односу на Јерусалимску краљевину. Међутим, Готфрид Бујонски није оспоравао самосталност Боемунда и Балдуина. 1100. године Боемунд је заробљен од стране турске Данишмен. Након дуге борбе са данишменским Турцима на планини Таурус, у близини Мелитене Боемунд је пао у руке муслимана. Балдуин му је покушао помоћи али је стигао прекасно. Боемунд је одведен у Јерменију и тамо затворен у Нову Цезареју (Никсар), иначе главни град Данишмена. Ово утврђење било је сувише далеко да би било која крсташка армија могла допрети до њега. Тако је Боемунд елиминисан из борби за јерусалимски престо насталих након смрти Готфрида Бујонског (18. јула 1100. године).
Вође крсташког рата из 1101. године покушали су ослободити Боемунда. Узалуд су Ремон од Сен Жила, Стефан од Блоа и византијски генерал Татикије покушавали да их одговоре, Боемунд је код њих уживао велику популарност. Султан Килиџ Арслан нанео им је велики пораз којим је поход завршен.
Боемунд је ослобођен 1103. године нудећи владару Данишмена Малику Газију савезништво у борби против Алексија и Килиџа Арслана. Ова погодба донела је Малик Газију велике невоље. Килиџ Арслан га је назвао издајником ислама.

## Рат са Византијом и смрт
У мају 1103. године Боемунд је изашао из ропства и вратио се у Антиохију. Танкреду, који је до тада био регент кнежевине, је одузео све, осим два мала града. Убрзо је поражен у бици код Харана против муслиманске војске (7. мај 1104. година). Користивши тај пораз, Византинци му отимају Тарсус, Адану и градове у Киликији, као и луку Латакију.
Сматрајући да су ови бескрајни ратови са Турцима ипак за њега сувише безначајни, Боемунд одлази у Европу именујући Танкреда поново за регента Антиохије. Тада је до изражаја дошла сва Боемундова амбиција која у Светој земљи није имала довољно простора да се искаже. Тамо је заговарао нови крсташки рат чији би циљ био ни мање ни више него Византија. Папа Паскал пружио му је подршку.
Крајем 1107. године Боемунд је окупио 34 000 добровољаца и повео их у Албанију. Ипак, Алексије му је нанео пораз и присилио га на мир (Деволски споразум). Био је присиљен да у западном стилу положи цару Алексију вазалну заклетву. То га је потпуно сломило. Био је то крај једног сна, а и његов лични. Умро је 1111. године у Апулији.

## Породично стабло
|  |                                  |  |  |  |  |  |  |  |  |  |  |  |  |  |  |  |
|  | 4. Танкред од Отвила             |  |  |  |  |  |  |  |  |  |  |  |  |  |  |  |
|  |                                  |  |  |  |  |  |  |  |  |  |  |  |  |  |  |  |
|  |                                  |  |  |  |  |  |  |  |  |  |  |  |  |  |  |  |
|  | 2. Роберт Гвискар                |  |  |  |  |  |  |  |  |  |  |  |  |  |  |  |
|  |                                  |  |  |  |  |  |  |  |  |  |  |  |  |  |  |  |
|  |                                  |  |  |  |  |  |  |  |  |  |  |  |  |  |  |  |
|  | 5. Fressenda of Hauteville       |  |  |  |  |  |  |  |  |  |  |  |  |  |  |  |
|  |                                  |  |  |  |  |  |  |  |  |  |  |  |  |  |  |  |
|  |                                  |  |  |  |  |  |  |  |  |  |  |  |  |  |  |  |
|  | 1. Боемунд Тарентски             |  |  |  |  |  |  |  |  |  |  |  |  |  |  |  |
|  |                                  |  |  |  |  |  |  |  |  |  |  |  |  |  |  |  |
|  |                                  |  |  |  |  |  |  |  |  |  |  |  |  |  |  |  |
|  | 6. Reginald I, Count of Burgundy |  |  |  |  |  |  |  |  |  |  |  |  |  |  |  |
|  |                                  |  |  |  |  |  |  |  |  |  |  |  |  |  |  |  |
|  |                                  |  |  |  |  |  |  |  |  |  |  |  |  |  |  |  |
|  | 3. Алберада од Буоналберга       |  |  |  |  |  |  |  |  |  |  |  |  |  |  |  |
|  |                                  |  |  |  |  |  |  |  |  |  |  |  |  |  |  |  |
|  |                                  |  |  |  |  |  |  |  |  |  |  |  |  |  |  |  |
|  | 7. Alice of Normandy             |  |  |  |  |  |  |  |  |  |  |  |  |  |  |  |
|  |                                  |  |  |  |  |  |  |  |  |  |  |  |  |  |  |  |
|  |                                  |  |  |  |  |  |  |  |  |  |  |  |  |  |  |  |